# Aeroportul Keglsugl
Aeroportul Keglsugl (IATA: KEG, ICAO: AYLG) este un aeroport din Provincia Simbu, Papua Noua Guinee.
aeroportul dispune de o singură pistă.